# Westcombe Park
Westcombe Park és un barri majoritàriament residencial de Blackheath, al districte londinenc de Greenwich, a Anglaterra (Regne Unit).